# Zbigniew Faltus
Zbigniew Faltus (ur. 15 maja 1927 w Hoduciszkach, obecnie na Litwie, zm. 2 stycznia 2023 w Wejherowie) – polski dyplomata i ekonomista, chargé d’affaires w Urugwaju (1987).

## Życiorys
Syn Stanisława i Jadwigi. Pomiędzy 1944 a 1949 pracował kolejno jako dróżnik zarządu dróg w Hoduciszkach, w Przedsiębiorstwie Traktorów i Maszyn Rolniczych w Szczytnie i inspektor oddziału Zakładu Ubezpieczeń Społecznych w Olsztynie. W 1953 ukończył studia na Wydziale Morskim Wyższej Szkoły Ekonomicznej w Sopocie z tytułem ekonomisty-planisty; w 1968 uzyskał magisterium z ekonomii. Od 1964 należał do Polskiej Zjednoczonej Partii Robotniczej, był m.in. członkiem egzekutywy Komitetu Branżowego Przedsiębiorstw Handlu Zagranicznego PZPR.
Po studiach pracował jako inspektor w Związku Spółdzielni Pracy Rybołówstwa Morskiego w Gdyni (1952–1953), starszy referent w PP „Polcargo” (1953–1954) oraz kierownik księgowości kolejno w: POM w Szczytnie (1954–1955), PSS „Społem” tamże (1956) i Stoczni im. Komuny Paryskiej w Gdyni (1958–1961). Następnie był głównym księgowym Gdańskich Zakładów Mechaniki Okrętowej (1958–1961) i kierownikiem działu w PP „Polcargo” (1961–1966). Od 1966 do 1975 dyrektor ekonomiczny Przedsiębiorstwa Handlu Zagranicznego „Baltona”, a od 1978 do 1982 wicedyrektor biura handlowego tej spółki. W międzyczasie od 1975 do 1978 kierował spółką „Trabalda” z siedzibą w Las Palmas de Gran Canaria.
Od czerwca 1983 do sierpnia 1987 był radcą handlowym ambasady PRL w Montevideo. Od czerwca do ok. sierpnia 1987 pełnił funkcję chargé d’affaires PRL w Urugwaju.
7 stycznia 2023 pochowany na Cmentarzu Witomińskim w Gdyni.